# Paul Camps
Paul Eric Camps (* 13. September 1989) ist ein deutscher Fußballspieler. Der Abwehrspieler spielt seit Sommer 2003 für Holstein Kiel; sowohl für die erste als auch für die zweite Mannschaft.

## Karriere
Camps wechselte 2003 vom Suchsdorfer SV zu Holstein Kiel. Seit 2008 spielt er im Seniorenbereich. Er wird vor allem in der zweiten Mannschaft eingesetzt, spielt jedoch auch gelegentlich für die erste Mannschaft. Im Mai 2010 bestritt er beim 4:3-Sieg der Kieler gegen die zweite Mannschaft von Borussia Dortmund sein bisher einziges Drittligaspiel.